# Mare Yatsushiro
Il mar Yatsushiro (八代海?, Yatsushiro-kai), chiamato anche mare Shiranui (不知火海?, Shiranui-kai) è un mare interno, poco profondo, situato nel sud del Giappone, nella regione di Kyūshū. La sua superficie approssimativa è di 1 200 km² e la profondità media è di circa 22 m, quella massima di 89 m.

## Etimologia

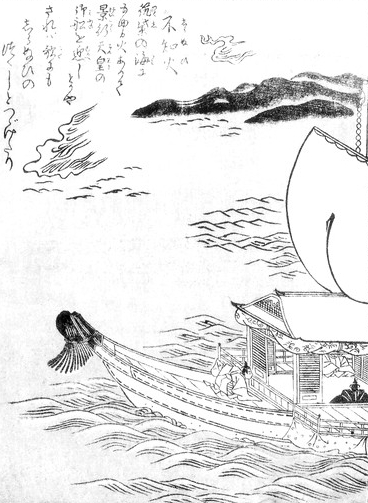
Shiranui dal libro di Toriyama Sekien Konjaku gazu zoku hyakki

Il nome Shiranui deriva da un fenomeno ottico atmosferico, simile a un fuoco fatuo, che si verificava sulle acque del mare chiamato appunto Shiranui (不知火?). Questo tipo di miraggio si verificava a diversi chilometri dalla riva, in mare aperto, con la comparsa iniziale di una o due fiamme chiamate oyabi (親火?), fuoco genitore, che si separavano e moltiplicavano, producendo delle file di 4-8 chilometri di fiammelle. In passato si credeva che fossero degli spiriti yōkai, e i vicini villaggi di pescatori proibivano la pesca nei giorni in cui si vedevano questi fuochi.
Attualmente a causa dell'inquinamento dell'acqua del mare e dell'inquinamento luminoso è difficile osservare il fenomeno degli shiranui.

## Generalità
La baia principale si trova nella parte occidentale del Kyūshū ed è circondata sul versante occidentale dalla penisola di Uto (宇土半島?, Uto-hantō͘) e dalle isole dell'arcipelago di Amakusa e, sul versante orientale, dall'isola principale di Kyūshū. A nord confina con il mar Ariake e a sud sbocca sul mar Cinese Orientale.
Lungo le sue coste, nella parte orientale della baia, si trovano il porto di Yatsushiro e il porto di Minamata.

### Biodiversità
Dal 1956 ampie aree delle acque e delle zone costiere del mare Yatsushiro e del contiguo mar Ariake sono territorio protetto del Parco nazionale di Unzen-Amakusa (雲仙天草国立公園?, Unzen-Amakusa Kokuritsu Kōen); i loro bacini chiusi e il livello dell'acqua medio particolarmente basso contribuiscono infatti a creare un ecosistema marino unico, con alta biodiversità, e la corrente calda di Tsushima permette lo sviluppo di coralli (tra cui Acropora) e la presenza di banchi di pesci subtropicali. Oltre ai coralli, il fondale marino è particolarmente ricco di piante acquatiche, come le zostera, e alghe, in particolare le wakame, diverse specie di Sargassum (Sargassum patens, Sargassum horneri, Sargassum hemiphyllum, Sargassum fulvellum e Sargassum piluliferum) e di Ecklonia (Ecklonia cava e Ecklonia kurome).
Per quanto riguarda la fauna marina sono presenti tartarughe Caretta caretta e Chelonia mydas e, nell'area dell'arcipelago di Amakusa, si trova un'alta densità di granchi Austruca lactea.

## Inquinamento e bioaccumulo di mercurio
Il mar Yatsushiro è stato fortemente inquinato dagli anni '40 agli anni '60 a causa degli scarichi di metilmercurio nelle acque reflue di una fabbrica chimica della Chisso Corporation, a Minamata. Questa sostanza chimica altamente tossica si accumulò nei molluschi e nei pesci della baia che, una volta consumati dalla popolazione locale, portarono allo sviluppo della sindrome di Minamata. La sindrome fu responsabile della morte e di gravissimi danni alla salute di migliaia di persone in tutta la regione.
Anche il prezioso ecosistema marino ne è stato ampiamente danneggiato.